# Weng Zhong Zhuo Bie
Weng Zhong Zhuo Bie (xinès simplificat: 瓮中捉鳖, pinyin: Wèng Zhōng Zhuō Biē, literalment Capturar a una tortuga amb un pot) és una pel·lícula d'animació xinesa del 1948, la primera del país des del final de la Segona Guerra Mundial. Juntament amb Huangdi Men, és una de les dos pel·lícules satíriques que es realitzaren durant la Guerra Civil Xinesa contra el Guomindang i el seu líder, Chiang Kai-Shek. Va ser dirigida per un artista xinés d'origen japonés, Fang Ming.
La pel·lícula va ser produïda per la Dongbei Dianying Zhipianchang en la fase transicional amb la desaparició de Man'ei i la caiguda del règim de Manchukuo. Els estudis de cinema de Changchun queden baix influència comunista, la qual cosa els permeté realitzar este curt de sàtira política on es ridiculitza a Chiang Kai-Shek. La pel·lícula sols es va emetre a les zones controlades pel Partit Comunista de la Xina, i el públic principal eren soldats.